# Invasión abasí de Asia Menor (806)
La invasión abasí de Asia Menor del 806 fue la mayor ofensiva del califato abasí contra el Imperio bizantino. El califa Harún al-Rashid mandó en persona el ejército invasor, que penetró en territorio enemigo para vengar las incursiones bizantinas del año anterior en la marcas fronterizas abasíes y amedrentar al emperador Nicéforo I. El enorme ejército califal, que según las fuentes árabes reunía más de ciento treinta mil soldados, atravesó Capadocia sin encontrar oposición, conquistó varias ciudades y castillos, entre los que destaca Heraclea Cybistra, y con su presencia obligó al emperador bizantino a solicitar la paz a cambio del pago de tributos. Tras la retirada del califa, Nicéforo infringió el pacto suscrito y recuperó las fortalezas fronterizas que había tenido que evacuar a causa de la invasión abasí. Harún, enfrascado en el aplastamiento de una rebelión en el Jorasán, no pudo reaccionar antes de morir tres años después. El estallido de la guerra civil a abasí en el 809 y las guerras de los bizantinos con los búlgaros hicieron que durante las dos décadas siguientes menguasen los combates en la frontera árabo-bizantina.

## Antecedentes
Tras el derrocamiento de la emperatriz Irene en octubre del 802 y la entronización de Nicéforo I, empezó una etapa más violenta del largo enfrentamiento entre bizantinos y árabes musulmanes. Tras una serie de devastadoras campañas anuales de los musulmanes en Asia Menor, Irene parece que firmó una tregua con el califa Harún al-Rashid en el 798 a cambio del pago de un tributo anual, en condiciones parecidas a la anterior de tres años firmada con los abasíes en el 782 tras otra incursión del califa. Nicéforo, por el contrario, resultó un soberano más belicoso —según una fuente siríaca, un renegado bizantino, Elpidio, aconsejó al gobernador de la Alta Mesopotamia que «mudase sus sedas por la coraza» al tener noticia del advenimiento de Nicéforo al trono bizantino—. Por añadidura, el nuevo emperador tenía el propósito de mejorar las situación del erario mediante diversas medidas, entre ellas, el dejar de pagar el tributo a los abasíes. Harún reaccionó de inmediato al cese de los pagos, y encomendó una campaña contra el imperio a su hijo al-Qasim que se llevó a cabo en la primavera del 803. Nicéforo no pudo enfrentarse al ejército árabe, pues el ejército de Asia Menor se había amotinado, acaudillado por su general en jefe, Bardanes el Turco. Tras aplastar la revuelta de este, sin embargo, Nicéforo se aprestó  a frenar una segunda incursión árabe, mayor que la anterior y con el mismísimo califa al frente. Después de que el ejército musulmán corriese la zona fronteriza, los dos ejércitos se persiguieron durante dos meses en el centro de Anatolia, pero sin librar batalla; los dos soberanos trataron hasta acordar una corta tregua por lo que quedaba de año: los bizantinos accedieron a realizar un único pago del tributo anual a cambio de la retirada del ejército musulmán.
En el 804, un ejército abasí, al mando de Ibrahim ibn Jibril, atravesó los montes Tauro y penetró en Asia Menor. Nicéforo salió a su encuentro y fue duramente derrotado en la batalla de Krasos, en la que el enemigo lo sorprendió y en la que casi pierde la vida. El califa, sin embargo, tenía problemas en el Jorasán, por lo que se avino a firmar una tregua a cambio de un nuevo pago de los bizantinos. Los dos bandos pactaron además un intercambio de cautivos, que se verificó en el invierno a orillas del Lamos en Cilicia, el río que marcaba la frontera entre los dos Estados: los musulmanes liberaron a los bizantinos apresados en las campañas de los años anteriores, y recibieron a su vez a tres mil setecientos correligionarios de manos de estos. Seguidamente el califa partió hacia el Jorasán, dejando a al-Qasim a cargo de la frontera bizantina. Nicéforo lo aprovechó para reconstruir las murallas de Safsaf, Tebasa y  Ancira en la primavera y en el verano acometió la primera expedición bizantina en territorio del califato en veinte años, que corrió las marcas fronterizas enemigas (thughur) en Cilicia. El ejército bizantino taló los alrededores de Mopsuestia y Anazarba, haciendo cautivos a lo largo de la marcha. La guarnición de Mopsuestia lo atacó, liberó a la mayoría de los cautivos y recuperó gran parte del botín que hasta entonces habían hecho los bizantinos, pero no pudo impedir que el ejército enemigo marchase hacia Tarso, que el califa había mandado reforzar y repoblar en el 786 para afianzar la autoridad abasí en Cilicia. Pese a las precauciones de Harún, los bizantinos se apoderaron de la ciudad y apresaron a su guarnición. Otro ejército bizantino corría por entonces la marca fronteriza de la Alta Mesopotamia y conquistó mediante asedio Melitene y en Chipre estalló una rebelión contra las fuerzas árabes acuarteladas en la isla, instigada por los bizantinos.
La inusitada actividad bizantina alarmó al califa. Recibió noticia de que Nicéforo preparaba una expedición similar para el año siguiente, con la que pretendía recuperar los territorios fronterizos que había talado en la de ese año. Si lo hubiese logrado, guarneciendo Tarso y Melitene, habría impedido a los árabes acceder a Anatolia. No obstante, el emperador era plenamente consciente de la superioridad del enemigo en hombres y recursos y es más probable que el objetivo de la nueva campaña fuese simplemente demostrar el poderío de sus propias armas y tantear la reacción musulmana a las nuevas expediciones.

## La campaña del 806
Tras solventar los problemas del Jorasán, el califa regresó al oeste en noviembre del 805 y organizó una gran expedición de castigo para el 806, reuniendo para ello hombres del Levante, Persia y Egipto. Según al-Tabari, el ejército que juntó contaba con treinta y cinco mil soldados, además de los voluntarios. Esta cifra —o la de Teófanes el Confesor, que afirma que el ejército contaba con trescientos mil hombres– es la mayor mencionaba por las crónicas para un ejército abasí, y superaba al tamaño total del ejército bizantino. Aunque exagerados, estos números indican la magnitud del ejército califal. Al mismo tiempo, los musulmanes prepararon una escuadra, cuyo mando se entregó al almirante Humayd ibn Ma'yuf al-Hajuri, para atacar Chipre.

Mapa de la frontera árabo-bizantina en el sureste de Asia Menor, zona en la que se verificó la expedición abasí del 806.

El enorme ejército musulmán partió de Raqqa, al norte de Siria y donde residía el califa, el 11 de junio del 806; el propio califa se hallaba al frente y las crónicas afirman que lucía un bonete con una inscripción bordada en la que se proclamaba «guerrero de la fe y peregrino» (en árabe ghazi, hach). La hueste abasí cruzó Cilicia, en la que Harún ordenó reconstruir la saqueada Tarso y penetró en Capadocia, territorio ya enemigo, por las Puertas Cilicias. El ejército se dirigió a Tiana, que a la sazón se hallaba abandonada. Allí asentó sus reales y el califa ordenó a 'Uqbah ibn Ja'far al-Juza'i que reparase sus defensas y edificase en ella una mezquita. El lugarteniente del califa Abdallah ibn Malik al-Juza'i conquistó luego Sideropalos, desde donde partió seguidamente el primo del califa Dawud ibn 'Isa ibn Musa con la mitad de las fuerzas disponibles —setenta mil soldados según al-Tabari— para correr Capadocia. Otro de los generales abasíes, Sharahil ibn Ma'n ibn Za'ida, se apoderó de la llamada «fortaleza de los eslavos» (Hisn al-Saqalibah) y de la recién reconstruida Thebasa, mientras que Yazid ibn Majlad tomaba el «castillo del sauce» (al-Safsaf) y Malakopea. Los musulmanes se apoderaron igualmente de Andrasos, cercaron Kyzistra y enviaron un destacamento incluso a Ancira que, sin embargo, no pudieron conquistar. El califa dirigió la otra mitad de sus fuerzas hacia el oeste y ocupó Heraclea Cybistra tras un mes de asedio, en agosto o septiembre. La ciudad fue entregada al saqueo y luego arrasada y sus habitantes fueron hechos esclavos y enviados al territorio abasí. En Chipre, Humayd devastó la isla e hizo dieciséis mil cautivos, entre los que se contó el arzobispo; los cautivos fueron vendidos como esclavos en Siria.
Nicéforo no pudo hacer frente a la vez al enorme ejército abasí y a la amenaza búlgara en los Balcanes. Aunque tomó el mando del ejército y venció a algunos destacamentos menores de los musulmanes, se cuidó de no presentar batalla a las principales columnas enemigas. Para evitar que el ejército enemigo invernara en Tiana, envió una embajada compuesta por tres eclesiásticos al califa: Miguel, obispo de Sinnada; Pedro, abad del monasterio de Goulaion; y Gregorio, ayudante del metropolitano de Amastris. Harún negoció con ellos la paz, que incluyó el pago de un tributo anual de treinta mil o cincuenta mil sólidos, además de un tributo personal (yizia) de tres sólidos que tanto el emperador como su hijo y heredero Estauracio se comprometían a entregar al califa en calidad de vasallos. Asimismo, Nicéforo se comprometió a no reconstruir las fortalezas desmanteladas por los musulmanes. A consecuencia del pacto, el califa ordenó poner fin a los asedios, reunió sus huestes, y retornó a sus tierras.

## Consecuencias
La situación se distendió tras la conclusión de la paz. Al-Tabari cuenta que el emperador solicitó al califa que liberase a una muchacha de Heraclea, apresada durante la conquista de la ciudad, que era una de las candidatas a desposar a su hijo Estauracio, y que le enviase además perfume. Según al-Tabari, al-Rashid ordenó que se buscase a la mujer, que fue engalanada e instalada en la propia tienda del califa. Esta, con todos sus adornos y muebles, fue entregada, junto con la cautiva, al enviado imperial. El califa también le envió al emperador el perfume que le había pedido, junto con dátiles, platos de dulces de gelatina, uvas y medicinas. Por su parte, Nicéforo le envió un caballo cargado con cincuenta mil monedas de plata, cien prendas de satén, doscientas de fino brocado, doce halcones, cuatro perros de caza y tres corceles. Pese al intercambio, tan pronto como los musulmanes se retiraron, el emperador emprendió la reconstrucción de las fortalezas fronterizas y dejó de pagar el prometido tributo. Teófanes afirma que al-Rashid reaccionó regresando y apoderándose de Thebasa, pero ninguna otra fuente confirma esta acción del califa.
Lo que sí hicieron los musulmanes fue emprender una serie de incursiones de castigo al año siguiente; la de la primavera, encabezada por Yazid ibn Majlad al-Hubayri al-Fazari, fue desbaratada por los bizantinos, que le infligieron a este una contundente derrota en la que perdió la vida. La del verano, mayor y al mando de Harthama ibn A'yan, acabó con la retirada de los dos ejércitos tras una batalla sin claro vencedor en la que el propio Nicéforo mandó las huestes bizantinas. Por su parte, los bizantinos corrieron la comarca de Marash; a finales del verano, Humayd realizó una serie de ataques por mar en los que asaltó Rodas y alcanzó el Peloponeso, en el que azuzó a la población eslava a rebelarse contra la autoridad bizantina. De regreso, una tormenta hundió varios de los bajeles de Humayd y la rebelión eslava fue sofocada por los bizantinos después del fallido asedio eslavo a Patras. Al fracaso de las incursiones abasíes de ese año se sumó el estallido de una nueva rebelión en el Jorasán, que obligó al califa a marchar de nuevo al este para lidiar con ella. Antes de hacerlo, firmó una nueva tregua con los bizantinos y llevó a cabo un nuevo canje de cautivos en Lamos (808). Nicéforo pudo así mantener en su poder los castillos fronterizos que había restaurado y librarse del pago del prometido tributo al califa.

## Trascendencia

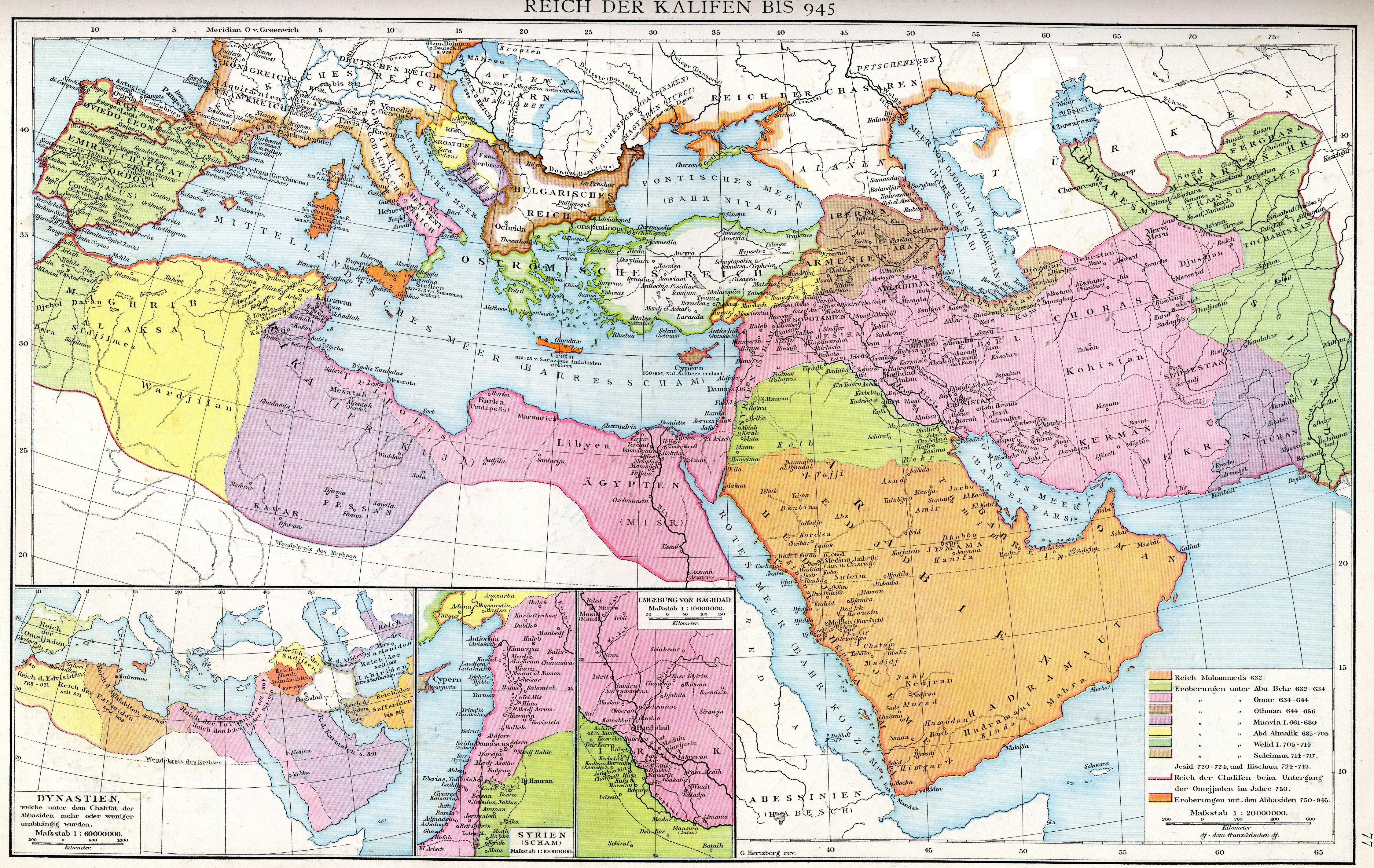
La extensión del islam a finales del califato omeya y principios del abasí. Aparecen también los territorios del Imperio bizantino y otros Estados colindantes con el califato.

La gran expedición de al-Rashid tuvo escasas consecuencias materiales. Pese al saqueo de Heraclea, destacado en las fuentes árabes, la invasión no tuvo consecuencias permanentes, ya que Nicéforo se apresuró a  infringir el acuerdo de paz con el califa. Si este hubiese seguido el consejo de algunos de sus lugartenientes, que le sugirieron marchar más hacia el oeste y saquear algunas otras ciudades principales del imperio, podría haber infligido a este serios daños. Al no hacerlo, al-Rashid optó por tratar de intimidar al emperador con su poder militar para que desistiese de abordar campañas por territorio abasí como la del 805. El califa alcanzó este objetivo: a partir del 806, el soberano bizantino abandonó toda expansión en la frontera oriental del imperio y se concentró en aplicar su plan de reforma fiscal, recuperar los Balcanes y combatir a los búlgaros. Sus esfuerzos en este sentido resultaron infructuosos, pues resultó contundentemente vencido en la batalla de Pliska del 811, pero los abasíes, sumidos en una guerra civil a la muerte de al-Rashid (24 de marzo del 809) que enfrentó a sus hijos al-Amin (califa del 809 al 813) y al-Ma'mun (del 813 al 833) no pudieron aprovechar el descalabro bizantino. En realidad, la campaña del 806 y las estériles incursiones del año siguiente supusieron la última campaña abasí contra los bizantinos en veinte años. Los grandes choques entre los dos imperios únicamente se retomaron mucho después, en tiempos del emperador Teófilo (que reinó en el periodo 829-842) y de los califas al-Ma'mun y Al-Mutásim (833-842).
El impacto más duradero de la campaña fue literario. En la literatura árabe, existen diversas leyendas, que menciona al-Masudi, relativas a la campaña del 806. Los otomanos también concedieron gran importancia a las guerras de al-Rashid con los bizantinos. En su obra y motivado por la campaña del 782, Evliya Çelebi hizo que el califa asediase en dos ocasiones Constantinopla: el primer sitio lo abandonó tras obtener la tierra que pudiese cubrir con una piel de buey, en la que construyó un castillo (reminiscencia del cuento de la reina Dido); en el segundo, el califa ahorca a Nicéforo en la catedral de Santa Sofía.
Para conmemorar el éxito de la campaña, el califa ordenó erigir un monumento a unos ocho kilómetros al oeste de Raqqa, su principal lugar de residencia. Se lo conoce como Hiraqla (probablemente un derivado de Heraclea), y está formado por un cuadrado de cien metros de longitud, inscrito en una muralla circular de quinientos metros de diámetro en la que se abren cuatro puertas, cada una en un punto cardinal. El edificio principal, construido con piedras de iglesias derruidas por orden del califa en 806-807, tiene cuatro cámaras abovedadas en el piso inferior y rampas de ascenso a otro superior, que quedó inconcluso debido a la marcha del califa al Jorasán y su posterior muerte.